# Che bello essere noi
Che bello essere noi è il quinto album in studio del gruppo musicale italiano Club Dogo, pubblicato il 5 ottobre 2010 dalla Universal Music Group.
Il disco ha debuttato alla seconda posizione della classifica italiana degli album.

## Descrizione
Anticipato dai singoli Per la gente e Spacco tutto, Che bello essere noi contiene quindici tracce più due bonus track disponibili per chi ha acquistato il disco in pre-ordine sull'iTunes Store. Riguardo al significato del titolo, lo stesso gruppo ha spiegato:
Secondo quanto dichiarato dai Club Dogo stessi, Che bello essere noi rappresenta un'evoluzione rispetto a Dogocrazia (uscito l'anno precedente) sia dal lato compositivo, affermando di essere "molto più nel personale, riportando molto di più le nostre esperienze di vita rispetto al passato", sia da quello musicale, nel quale Don Joe "ha fatto un gran lavoro, inserendo tocchi di elettronica e sperimentando molto sulle basi".

### Promozione
Il primo brano ad essere estratto dall'album è stato Per la gente, reso disponibile limitatamente per il download gratuito il 29 giugno 2010 attraverso il sito ufficiale del gruppo e successivamente pubblicato sull'iTunes Store il mese seguente. A seguire è stato il singolo Spacco tutto, pubblicato per il download digitale il 24 settembre 2010 e scelto dal gruppo come primo vero singolo apripista dell'album "per tornare alla grande. È una canzone che far voglia di far festa, di fare casino, una canzone spensierata."
Nella notte di Halloween è stato pubblicato il video musicale del brano Cocaina, realizzato con il rapper Noyz Narcos ed oggetto di numerose controversie per via della cruenza delle scene. Nel video si vedono i cantanti mentre sono intenti a sniffare cocaina e ci sono anche dei frammenti di video dove appaiono Diego Armando Maradona e Lapo Elkann nei quali avevano entrambi assunto cocaina durante la loro vita.
Il 19 novembre è stato invece pubblicato il videoclip del brano D.D.D., pubblicato per il download digitale il 28 dicembre 2010 in una nuova versione realizzata con il produttore Nicola Fasano. L'ultimo singolo pubblicato dall'album è stato All'ultimo respiro, entrato in rotazione radiofonica l'8 aprile 2011.

## Tracce
1. Voi non siete come noi – 3:24
2. Spacco tutto – 3:45
3. Per la gente – 3:39
4. Anni zero (ft. Co'Sang) – 3:46
5. JCVD – 3:02
6. Ciao proprio (ft. Marracash) – 4:05
7. All'ultimo respiro – 4:29
8. Giù con la testa (ft. Entics) – 3:53
9. D.D.D. – 3:26
10. Il Sole e la Luna (ft. Daniele Vit) – 3:32
11. Nuove Nike – 4:06
12. Cocaina (ft. Noyz Narcos) – 4:09
13. Notte prima degli esami – 4:14
14. Qualcuno pagherà (ft. Nex Cassel & DJ Zak) – 4:08
15. Fino alla fine – 3:05

Traccia bonus nell'edizione di iTunes
1. Per la gente (Remix) – 3:56

## Formazione
- Gué Pequeno – rapping, voce
- Jake La Furia – rapping, voce
- Don Joe – campionatore, programmazione, voce, produzione

## Classifiche
| Classifica (2010) | Posizione massima |
| ----------------- | ----------------- |
| Italia            | 2                 |